# Министар правде Републике Српске
Министар правде Републике Српске је одговорно лице које води и представља Министарство правде Републике Српске. Садашњи министар правде Републике Српске је Антон Касиповић.

## Надлежности
У складу са Уставом Републике Српске, Законом о министарствима Републике Српске, Законом о административној служби у управи Републике Српске, министар организује и руководи Министарством, те представља Министарство правде Републике Српске.

## Бивши министри
Први министар правде Републике Српске био је Момчило Мандић који је на тај положај дошао 12. маја 1992. године. Министар Џерард Селман је у току мандата, односно 5. јула 2012. изабран за председника Уставног суда Српске, тако да је мјесто министра правде остало упражњено. Ради овога је председник Владе Републике Српске Александра Џомбића 6. јуна 2012. овластио Гордану Златковић да врши дужност министра правде до избора новог министра.
- Момчило Мандић (12. мај 1992. — ?)
- Петко Чанчар, 18. јануар 1998. - 	12. јануар 2001.
- Биљана Марић, 12. јануар 2001. - 17. јануар 2003.
- Сауд Филиповић, 17. јануар 2003. - 15. фебруар 2005.
- Џерард Селман, 15. фебруар 2005. - 28. фебруар 2006.
- Омер Вишић, 28. фебруар 2006. - 30. новембар 2006.
- Џерард Селман, 30. новембар 2006. - 5. јун 2012.
- Горана Златковић, 5. септембар 2012. - 18. децембар 2014. (в.д. министра правде од 6. јуна 2012. до 5. септембра 2012)
- Антон Касиповић, 18. децембар 2014. - тренутно.